# Crazy World
Crazy World és el 12è àlbum d'estudi del grup de Heavy Metal alemany Scorpions, publicat el 1990. Crazy World és al lloc 21 de la Billboard 200 Chart pels àlbums de 1990. La cançó "Wind of Change" és al lloc 4 de la Billboard Hot 100 al 1991, i "Send Me an Angel" és al 44 de la Billboard Hot 100 chart.

## Llista de cançons
1. "Tease Me Please Me" (Matthias Jabs, Jim Vallance, Klaus Meine, Herman Rarebell) – 4:44
2. "Don't Believe Her" (Rudolf Schenker, Vallance, Rarebell, Meine) – 4:55
3. "To Be with You in Heaven" (Schenker, Meine) – 4:48
4. "Wind of Change" (Meine) – 5:10
5. "Restless Nights" (Schenker, Meine, Rarebell, Vallance) – 5:44
6. "Lust or Love" (Meine, Rarebell, Vallance) – 4:22
7. "Kicks After Six" (Francis Buchholz, Vallance, Rarebell, Meine) – 3:49
8. "Hit Between the Eyes" (Schenker,Rarebell, Meine, Vallance) – 4:33
9. "Money and Fame" (Jabs, Rarebell) – 5:06
10. "Crazy World" (Schenker, Meine, Rarebell, Vallance) – 5:08
11. "Send Me an Angel" (Schenker, Meine) – 4:34

## Formació
- Klaus Meine: Cantant
- Rudolf Schenker: Guitarra
- Matthias Jabs: Guitarra
- Francis Buchholz: Baix
- Herman Rarebell: bateria

- - Produït per Keith Olsen per a Breeze-Music
  - Masteritzat per Greg Fulginiti

## Èxits

### Àlbum
Billboard (Amèrica del Nord)
| Any  | Tipus         | Posició |
| ---- | ------------- | ------- |
| 1991 | Billboard 200 | 21      |

### Singles
Billboard (Amèrica del Nord)
| 1990 | "Tease Me, Please Me" | -  | 8  |
| 1991 | "Wind of Change"      | 4  | 2  |
| 1991 | "Don't Believe Her"   | -  | 13 |
| 1991 | "Send Me an Angel"    | 44 | 8  |